# Genesis II et l'homme créa la nature
Genesis II et l'homme créa la nature est une série documentaire en sept épisodes de 52 minutes, produite par Télé Images Nature et diffusée du 17 juillet au 28 août 2004 sur France 5.

## Synopsis
Cette série documentaire est consacrée à la renaissance du parc national de Meru, au Nord du Kenya, devenu une zone désertique. Des hommes et des femmes de toutes nationalités ont décidé d'en faire un des plus beaux parcs nationaux du monde, avec la réintroduction des espèces animales, ravagées vingt ans plus tôt par le braconnage.  

## Épisodes
| Épisode | Titre                          | Première diffusion |
| ------- | ------------------------------ | ------------------ |
| 1       | Au premier jour                | 17 juillet 2004    |
| 2       | Éléphants : la dernière chance | 24 juillet 2004    |
| 3       | Quand la plaine tremblera      | 31 juillet 2004    |
| 4       | Jouer avec le feu              | 7 août 2004        |
| 5       | Si le ciel s'écroulait         | 14 août 2004       |
| 6       | L'enfant de Meru               | 21 août 2004       |
| 7       | Eden                           | 28 août 2004       |

## Fiche technique
- Auteur : Frédéric Lepage
- Réalisateur : Jean-Baptiste Erreca et Laurent Frapat
- Musique : Carolin Petit (Eden, Sacred silence et Lullaby interprétés par Anggun)
- Narrateur : Lambert Wilson
- Durée : 7 x 52 minutes
- Sociétés de production : Télé Images Nature, Looks Films & TV, France 5

## Vidéo et bande originale
La série documentaire est sortie en coffret quatre vidéocassettes et en édition 3 DVD. 
Un CD de la bande originale de la série est également sorti à cette occasion.